# Stanisław Rybicki (inżynier)
Stanisław Rybicki (ur. 1856 w Rzeszowie, zm. 1939 we Lwowie) – polski inżynier komunikacji, działacz społeczny i gospodarczy.

## Życiorys
Był synem Alojzego Rybickiego. Z powodu wątłego zdrowia gimnazjum odbył prywatnie. W 1880 ukończył studia na Politechnice w Karlsruhe i złożył egzamim dyplomowy z działu inżynierii komunikacji. W 1881 wstąpił do służby w Generalnej Inspekcji Kolei w Wiedniu. Został zatrudniony przy budowie linii kolejowej Stanisławów-Husiatyn, a następnie kolei „Karpackiej” Stryj-Ławoczne. W 1885 został pracownikiem Generalnej Dyrekcji Austriackiej Kolei Państwowych, a pięć lat później awansował na stanowisko naczelnika Biura Wschodniego w austro-węgierskim Ministerstwie Kolei. W 1904 został zastępcą dyrektora, a rok później dyrektorem Austriackich Kolei Państwowych we Lwowie. Uzyskał tytuł c. k. radcy dworu. Od 1912 piastował stanowisko wiceprzewodniczącego komisji egzaminacyjnej II stopnia na Politechnice Lwowskiej, w 1916 złożył funkcję dyrektora kolei i poświęcił się działalności społecznej i gospodarczej. Należał do grupy założycieli Polskiego Towarzystwa Budowlanego oraz członkiem rady Małopolskiej Komisji Likwidacyjnej i Krajowego Urzędu Odbudowy. Był współinicjatorem założenia w 1916 Komitetu Opieki nad Żołnierzem Polskim we Lwowie, przez pierwsze cztery lata pełnił tam funkcję wiceprezesa, a następnie prezesa. W 1917 został wybrany prezesem Wydziału Głównego Polskiego Towarzystwa Politechnicznego, zajmował to stanowisko do 1936, gdy zrezygnował z funkcji i otrzymał wówczas tytuł dożywotniego prezesa honorowego PTP. Należał do zarządu Wschodnio-Małopolskiego Komitetu Ratunkowego dla Ofiar Wojny oraz Książęco-Biskupiego Krakowskiego Komitetu Pomocy dla Dotkniętych Klęską Wojny.
W 1919 wszedł w skład komisji stabilizacyjnej dla mianowania pierwszego składu profesorów Politechniki Lwowskiej, rok później został prezesem Związku Polskich Instytucji Naukowych. Również w 1922 wybrano Stanisława Rybickiego na prezesa Stałej Delegacji, a od 1925 Związku Polskich Zrzeszeń Technicznych, od 1934 pełnił tam funkcję prezesa honorowego. Pomiędzy 1922 a 1924 był wiceprezesem Komitetu Nowobudujących się Kolei, na następnie do 1932 pełnił tam funkcję prezesa. Równocześnie pełnił funkcję prezesa Konfederacji Inżynierów Słowiańskich oraz był członkiem Dyrekcji Rady Kolejowej we Lwowie, a także należał Państwowej Rady Komunikacji i Rady Technicznej przy Ministerstwie Komunikacji. Pomiędzy 1923 a 1934 przewodniczył komitetowi wojewódzkiemu Ligi Obrony Powietrznej i Przeciwgazowej, następnie otrzymał członkostwo honorowe i wszedł w skład rady głównej. W 1925 przy Polskim Towarzystwie Politechnicznym we Lwowie powołano Radę Zrzeszeń Gospodarczych, któremu Stanisław Rybicki przewodniczył przez cztery lata. Od 1926 był członkiem honorowym Związku Polskich Inżynierów Kolejowych, a od 1923 do 1928 należał do rady nadzorczej lwowskiego Akcyjnego Banku Hipotecznego. Otrzymał honorowe członkostwo w korporacji akademickiej Tytania.
Mimo podeszłego wieku został aresztowany przez Rosjan po wkroczeniu Armii Czerwonej do Lwowa. Prawdopodobnie zmarł lub został zamordowany w więzieniu pod koniec 1939.

## Ordery i odznaczenia
- Krzyż Kawalerski Orderu Odrodzenia Polski (2 maja 1923)[7][8]
- Złoty Krzyż Zasługi (13 maja 1933)[9]
- Złota Odznaka Honorowa L.O.P.P. I stopnia (1933)
- Odznaka Honorowa PCK I stopnia (1929)
- Odznaka pamiątkowa „Orlęta”[3]
- Krzyż Komandorski z Gwiazdą Orderu Franciszka Józefa (1914, Austro-Węgry)[10]
- Krzyż Komandorski z Gwiazdą Orderu Gwiazdy Polarnej (1915, Szwecja)[11]
- Odznaka Komandorska Szwadronu Gwardii Polskiej (1912, Austro-Węgry)